# Tinodes algiricus
Tinodes algiricus là một loài Trichoptera trong họ Psychomyiidae. Chúng phân bố ở miền Cổ bắc.